# Media Expert
Media Expert (zapis stylizowany: mediaexpert) – polska sieć supermarketów oferujących sprzęt RTV i AGD, komputery, oprogramowanie oraz multimedia, założona w 2002 r. z siedzibą w Złotowie.

## Charakterystyka
Pierwszy elektromarket otworzyła w Złotowie.

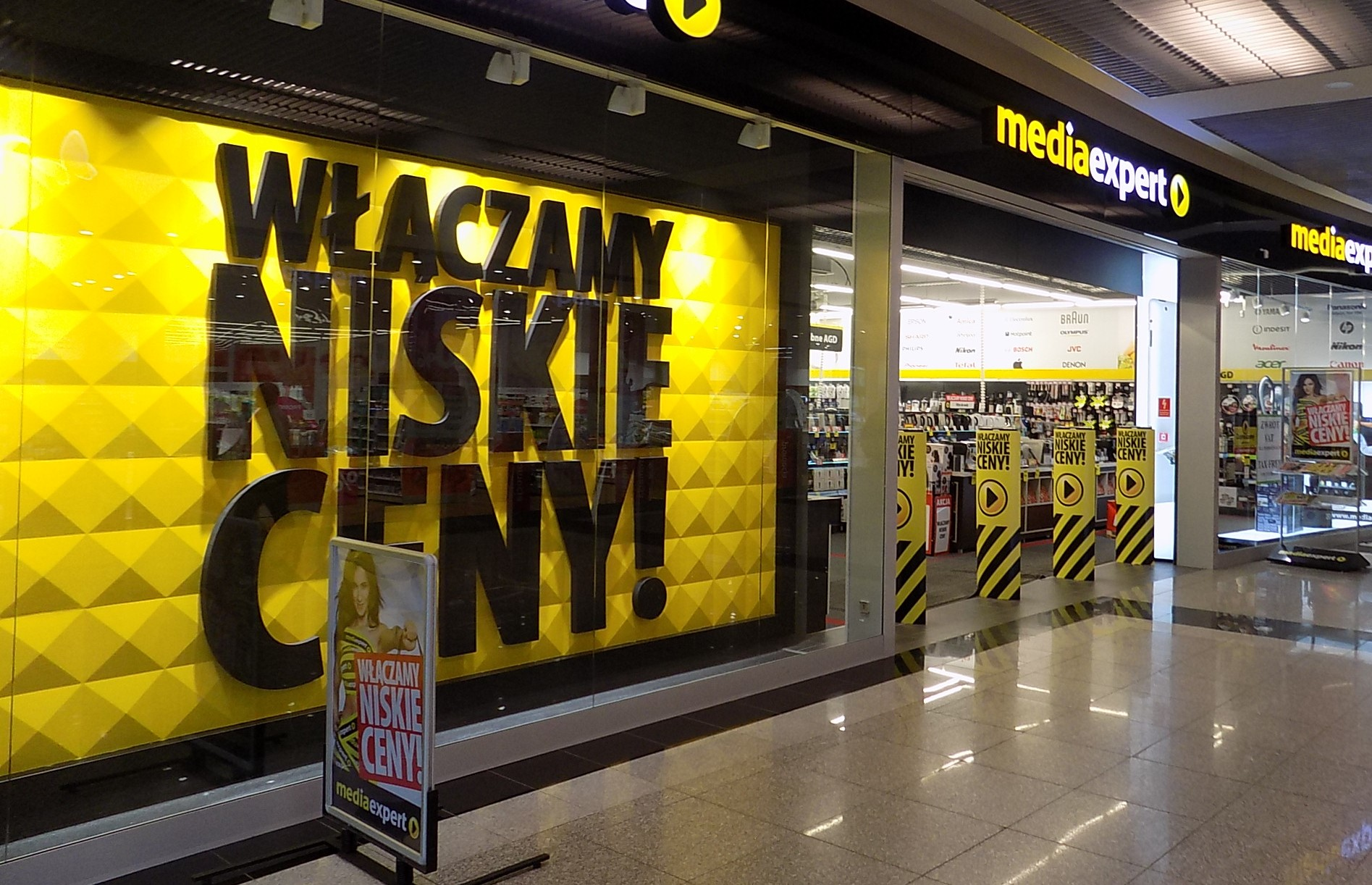

Już w pierwszych latach swojej działalności Terg SA tworzyła sieć sprzedaży na terenie całej Polski, przede wszystkim w miastach powiatowych. Jest ważnym reklamodawcą w lokalnej prasie codziennej, radiu i internecie. Według stanu na styczeń 2015 r. sieć marketów składała się z ponad 300 placówek, natomiast 30 listopada 2017 – z ponad 440 placówek w 340 miastach na terenie całego kraju. Według stanu na styczeń 2012 r. zatrudniała ponad 5000 pracowników, a 30 listopada 2017 – ok. 7500 pracowników. Od 1 kwietnia 2019 do 31 marca 2020 Terg SA wraz z spółkami wzajemnymi osiągnęły przychody na poziomie 7,79 mld zł, co oznacza sprzedaż większą o 1,11 mld zł (+16,7 proc.) niż w poprzednim roku. W marcu 2021 r. ogłoszono przejęcie przez Terg SA wszystkich 26 sklepów sieci Norauto znajdujących się na terenie Polski. 20 maja 2021 w Tarnobrzegu miało miejsce otwarcie 500 sklepu spod szyldu Media Expert.
W skład Grupy Media Expert wchodzą następujące spółki: Terg SA, spółki regionalne ME M XX Sp. z o.o. (XX - nr regionu), Art-Dom, ME Invest oraz POREA. Poza spółkami handlowo usługowymi, Grupa Media Expert prowadzi również Fundację „Włącz się”, pomagającą pracownikom i ich rodzinom w trudnych sytuacjach.